# Tycho Jessen (officer)
 Der er flere personer med dette navn, se Tycho Jessen (maler).
Tycho Jessen (født 21. april 1799 i København, død 23. marts 1857 sammesteds) var en dansk officer i artilleriet, søn af kontreadmiral Carl Wilhelm Jessen, bror til N.J. Jessen.
Han blev 1809 indskrevet som volontær ved  Artillerikadetinstituttet, men vedblev at nyde privat undervisning i hjemmet til 1811, da han blev kadet. Han blev stykjunker i 1813, sekondløjtnant 1816 (med anciennitet fra 1815), fik 1827 premierløjtnants karakter og blev 1830 virkelig premierløjtnant, fik 1837 kaptajns anciennitet og blev 1840 kaptajn og kommandør for Pontonner- og Pionerdetachementet i Rendsborg, men kom ej der hen, da han byttede sig til at blive kommandør for 3. batteri i København. Ved omorganisationen 1842 blev han chef for dette batteri, med hvilket han så gjorde felttogene i 1848 og 1849 med. Batteriet var til stede ved Bov, men kom ej til at deltage, derimod var det med bravur i ilden i kampene ved Slesvig, Nybøl, Dybbøl, Ullerup, Kolding, Gudsø og Fredericia. Jessen havde i 1848 fået majors karakter, blev i 1849 virkelig major og forblev derefter i København, udnævntes i 1852 til karakteriseret oberstløjtnant, tog sin afsked i 1854 og fik i 1856 nyt afskedspatent som oberst. Han døde 23. marts 1857.
Det var batteriets deltagelse i affæren ved Nybøl, der henledede den almindelige opmærksomhed på Jessen. Det mod og den udholdenhed, hvormed batteriet førte kampen imod det meget overlegne fjendtlige artilleri og først gik tilbage efter en direkte ordre, faldt således i menigmands smag, at batteriet fra den dag var meget populært; også i København. Jessen var egentlig en artilleristisk hugaf, men udmærkede sig ellers ikke ved andre fremtrædende egenskaber. Han blev Ridder af Dannebrog 1848 og Dannebrogsmand året efter.
Han blev gift 18. januar 1844 i Garnisons Kirke med Jensine Wilhelmine Fugmann (17. november 1813 i København - 16. marts 1892 sammesteds), datter af matros Johannes Fugmann og Petronelle Christine født Ekberg.
Han er begravet på Garnisons Kirkegård.
Han er gengivet i et litografi efter tegning af Wilhelm Heuer 1849 og af I.W. Tegner samme år samt fra Em. Bærentzen & Co. 1850 og 1853. Portrætteret på Niels Simonsens samtidige maleri af kampen ved Nybøl 1848 (Det Nationalhistoriske Museum på Frederiksborg Slot); litografi derefter af Adolph Kittendorff. Xylografi i dagspressen.